# Liste von Kunstwerken im öffentlichen Raum in Uster
Dies ist eine Liste von Kunstwerken im öffentlichen Raum in Uster. Sie enthält öffentlich zugängliche Objekte in Uster (Kanton Zürich, Schweiz).
| Foto                                              |                 | Objekt                                            |  | Typ                               |  |         | Teil von               | Standort                       | Künstler                 | Datierung | Beschreibung                                       |
| ------------------------------------------------- | --------------- | ------------------------------------------------- |  | --------------------------------- |  | ------- | ---------------------- | ------------------------------ | ------------------------ | --------- | -------------------------------------------------- |
| Stehender Jüngling mit Flöte, lauschendes Mädchen | Datei hochladen | Stehender Jüngling mit Flöte, lauschendes Mädchen |  | Statuengruppe                     |  |         | Spital Uster           | Koordinaten fehlen! Hilf mit.  | Ernst Heller             |           |                                                    |
| Orpheus-Brunnen                                   | Datei hochladen | Orpheus-Brunnen                                   |  | Brunnen, Statuengruppen           |  | Brunnen |                        | Zentralstrasse/Zürichstrasse · | Walter Hürlimann, Junior |           |                                                    |
| Mutter und Kind                                   | Datei hochladen | Mutter und Kind                                   |  | Statuengruppe                     |  |         |                        | Asylstrasse 24                 | Ernesto Hebeisen         |           |                                                    |
| Junges Mädchen                                    | Datei hochladen | Junges Mädchen                                    |  | Bronze                            |  |         | Sekundarschule Nänikon | Nänikon                        | Heinz Schwarz            |           |                                                    |
| Genesung                                          | Datei hochladen | Genesung                                          |  | Statuengruppe Bronze, Muschelkalk |  |         | Spital Uster           | Koordinaten fehlen! Hilf mit.  | Ernesto Hebeisen         | 1965      |                                                    |
| Rhythmus im Raum                                  | Datei hochladen | Rhythmus im Raum                                  |  | Granit                            |  |         | Stadthaus Uster        | Bahnhofstrasse ·               | Max Bill                 | 1963      |                                                    |
| Eisenskulptur                                     | Datei hochladen | Eisenskulptur                                     |  | Eisen                             |  |         |                        | Koordinaten fehlen! Hilf mit.  | Walter Hürlimann, Junior |           |                                                    |
| Stahlskulptur                                     | Datei hochladen | Stahlskulptur                                     |  | Stahl                             |  |         | Villa Grunholzer       | Florastrasse 18                | Walter Hürlimann, Junior | 1996      |                                                    |
| Denkmal für Jean Hotz                             | Datei hochladen | Denkmal für Jean Hotz                             |  | Skulptur, Denkmal                 |  | Denkmal |                        | Stationsstrasse 1 ·            | Emilio Stanzani          | 1957      | Denkmal für Jean Hotz (1890–1969)                  |
| Rechteck Drehung                                  | Datei hochladen | Rechteck Drehung                                  |  |                                   |  |         | Stadthaus Uster        | ·                              | Josef Staub              | 1980      |                                                    |
| Denkmal für Jakob Heusser-Staub                   | Datei hochladen | Denkmal für Jakob Heusser-Staub                   |  |                                   |  |         | Schloss Uster          | Buchhaldenweg ·                | Otto Müller              |           | Denkmal für Jakob Heusser-Staub (1862–1941)        |
| Helvetia und Merkur                               | Datei hochladen | Helvetia und Merkur                               |  |                                   |  |         | Zellweger Park         | Koordinaten fehlen! Hilf mit.  | Richard Kissling         | 1899      | Seit 1991 in Uster, zuvor am Paradeplatz in Zürich |